# 一関市立厳美中学校
一関市立厳美中学校（いちのせきしりつ げんびちゅうがっこう）は、岩手県一関市厳美町にある公立中学校。略称は厳中（げんちゅう）。
前身の旧厳美中学校についても記載する。

## 概要
一関市内の教育機関では最も西に位置しており、厳美地域では唯一の中学校である。厳美渓がある地区の中心部から南に進んだ丘に位置し、厳美小学校が隣接する。
校歌は渡辺皓介が作詞し、佐藤啓司が作曲した。制定されたのは開校翌年の1975年3月で、校章と同時である。歌は2番まであり、「須川峰」（=栗駒山）や「磐井川」といった地域性を表す語句が盛り込まれている。また、生徒数の減少により2024年度に1番が合唱から斉唱へと変更された。校章は左右対称のデザインで、白・赤・緑の3色が使われている。中央部には、中学校を表す「中」という文字を大きく配置している。

## 沿革
現行の厳美中学校は、1974年に旧厳美中学校、山谷（やまや）中学校、達古袋（たっこたい）中学校を統合したのが起源である。3校は厳美地域の中学校で、いずれも第二次世界大戦後の学制改革によって設立された。厳美中学校は厳美第一中学校として開校し、現在地に校舎を設けるまでは厳美小学校に併設していた。本寺地区との中間部にあった山谷中学校は、厳美中学校の分校として開校し、閉校するまで山谷小学校に併設していた。厳美地域の南西部にあった達古袋中学校は、萩荘第二中学校の分室として開校し、1952年に分離独立した。こちらも同じく校舎を持たず、達古袋小学校に併設していた。

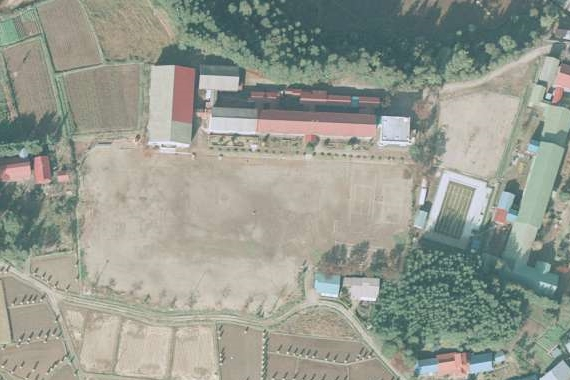
厳美中学校（1976年11月）
国土交通省 国土地理院 地図・空中写真閲覧サービスの空中写真を基に作成
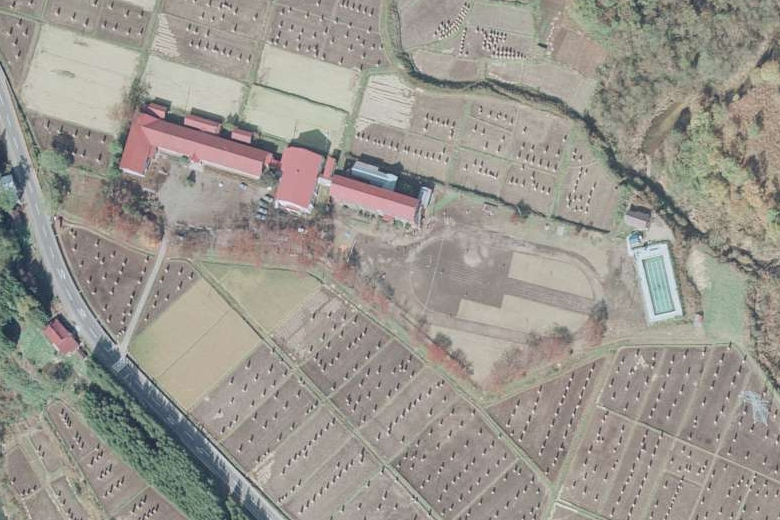
山谷中学校（1976年11月）
国土交通省 国土地理院 地図・空中写真閲覧サービスの空中写真を基に作成
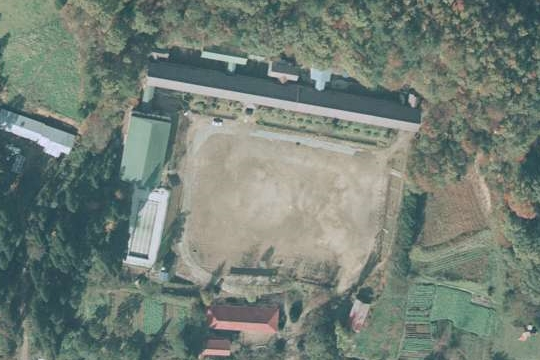
達古袋中学校（1976年11月）
国土交通省 国土地理院 地図・空中写真閲覧サービスの空中写真を基に作成

### 年表

#### 旧・厳美中学校
- 1947年（昭和22年）
  - 4月1日 - 学制改革に伴い、「厳美村立厳美第一中学校」として開校[6]。
  - 4月16日 - 山谷分校を、元・厳美青年学校校舎（厳美町字入道207番地）に開設[7]。
  - 4月22日 - 山谷分校を山谷小学校へ移転[7]。
- 1950年（昭和25年）
  - 3月13日 - 山谷分校が独立[7]。
  - 4月1日 - 「厳美村立厳美中学校」へ改称[6]。
  - 4月29日 - 厳美町字上ノ台に新校舎を落成し、移転[6]。
- 1951年（昭和26年） - 校章を制定[6]。
- 1952年（昭和27年）3月15日 - 校歌を制定[6]。
- 1955年（昭和30年）1月1日 - 市村合併に伴い、「一関市立厳美中学校」へ改称[6]。
- 1974年（昭和49年）3月31日 - 新制の厳美中学校への統合に伴い、閉校。

#### 現行
- 1974年（昭和49年）4月 - 旧厳美中学校・山谷中学校・達古袋中学校を統合し、新制の一関市立厳美中学校として開校[9][3]。旧一関市域では初の学校給食を開始[10]。
- 1975年（昭和50年）3月 - 校章と校歌（作詞：渡辺皓介、作曲：佐藤啓司）を制定。校旗樹立式を挙行[2]。
- 1982年度（昭和57年度）- 郷土芸能「鶏舞」の伝承活動を開始[11]。
- 1983年（昭和58年）
  - 4月 - 同窓会を発足[9]。
  - 11月 - 統合10周年記念事業として部室棟を落成[9]。
- 1995年（平成7年）4月 - 特別支援学級「いつくし学級」を開設[9]。
- 1996年（平成8年）12月 - 新校舎を落成し、移転[12][9]。
- 1997年（平成9年）
  - 新体育館を落成[10]。
  - 11月 - 校舎落成記念式典を挙行[9]。
- 1998年（平成10年）1月 - 岩手県環境衛生優良校に指定[9]。
- 2003年（平成15年）
  - 7月 - 学校評議委員を設置[9]。
  - 11月15日 - 統合30周年記念として、白御影石製の校門を設置[13]。
- 2017年（平成29年）
  - 3月 - 屋外トイレを設置[9]。
  - 8月 - 男子卓球部が県中総体にて優勝し、全国中学校卓球大会へ出場[14][15]。
- 2018年（平成30年）4月1日 - 一関市立本寺中学校（一関市厳美町）を編入統合[9][16]。
- 2021年（令和3年）4月1日 - 特別支援学級（情緒障がい）を開設[9]。
- 2023年（令和5年）4月1日 - 新制服を制定[9]。

## 教育目標

### 特色ある教育活動
- 教育の公共性と教育者としての使命感、専門性を自覚し、誠意と責任を持って学校教育目標の実現をめざし、課題解決のため創意と活力に満ちた学校経営を推進する。

出典：

## 学校活動
主な学校行事。
1学期
- 4月 - 新任式、始業式、入学式、対面式、家庭訪問
- 5月 - 運動会
- 6月 - 一関地方中総体
- 7月 - 社会体験、宿泊研修（2年生）、福祉体験、終業式（夏季休業）

2学期
- 8月 - 始業式、地区駅伝大会
- 9月 - 一関地方児童生徒独唱大会、わたしの主張県大会、一関地方新人戦
- 10月 - 一関地方中文祭、修学旅行（3年生）、県新人大会前期
- 11月 - 児童生徒音楽発表会、県新人大会後期、県中文祭
- 12月 - 期末面談、終業式（冬期休業）

3学期
- 1月 - 始業式
- 2月 - なし
- 3月 - 卒業式、修了式（年度末休業）、離任式

## 部活動

### 運動部
2023年度からは休日の活動を地域へ委託している。
- 野球部 - 男女混合
- 卓球部
- バレーボール部（女子）
- ソフトテニス部（女子）

### 廃止した部活動
- 男子ソフトテニス部（2005年度以降）[18]

## 施設概要
主な施設を掲載。
- 校舎（2,901 m2[1]） - 1996年竣工の鉄筋コンクリート造2階建て[10][12]。
- 体育館（1,162 m2[1]） - 1997年竣工の鉄骨造平屋建て[10][12]。
- 校庭（11,650 m2[1]）

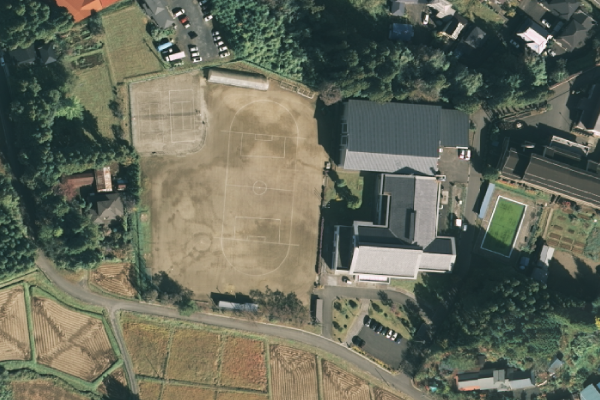
空中写真（2011年10月）

- テニスコート

プールは厳美小学校と共用している。

## 生徒・学級数
2000年度以降の生徒数と学級数の推移。
2000年度以降に関しては、2002年度の129人をピークに減少傾向にある。2010年代は80人前後で推移していたが、2021年度には70人となり、2023年度には2002年度の半分にまで減少した。
2024年度の生徒数は53人で、市内の中学校では舞川中学校（39人）、川崎中学校（51人）に次いで3番目に少ない。そのうち新入生は17人で、3年連続の10人台となった。
| 年度                                          | 生徒数   | 増減 | 学級数 | 増減 | 出典   | 備考         |
| --------------------------------------------- | -------- | ---- | ------ | ---- | ------ | ------------ |
| 2000（平成12）年度                            | 128      |      | 6      |      | [ 21 ] |              |
| 2001（平成13）年度                            | 128      | 0    | 6      | 0    | [ 22 ] |              |
| 2002（平成14）年度                            | 129      | 1    | 6      | 0    | [ 23 ] |              |
| 2003（平成15）年度                            | 118(1)   | －11 | 5(1)   | －1  | [ 24 ] |              |
| 2004（平成16）年度                            | 109(2)   | －9  | 5(1)   | 0    | [ 25 ] | 統合30周年   |
| 2005（平成17）年度                            | 97(3)    | －12 | 4(1)   | －1  | [ 26 ] |              |
| 2006（平成18）年度                            | 98(4)    | 1    | 4(1)   | 0    | [ 27 ] |              |
| 2007（平成19）年度                            | 91(2)    | －7  | 4(1)   | 0    | [ 28 ] |              |
| 2008（平成20）年度                            | 86(1)    | －5  | 4(1)   | 0    | [ 29 ] |              |
| 2009（平成21）年度                            | 86(1)    | 0    | 4(1)   | 0    | [ 30 ] |              |
| 2010（平成22）年度                            | 76       | －10 | 3      | －1  | [ 31 ] |              |
| 2011（平成23）年度                            | 73       | －3  | 3      | 0    | [ 32 ] |              |
| 2012（平成24）年度                            | 76(1)    | 3    | 4(1)   | 1    | [ 20 ] |              |
| 2013（平成25）年度                            | 82(1)    | 6    | 4(1)   | 0    | [ 20 ] |              |
| 2014（平成26）年度                            | 82(1)    | 0    | 4(1)   | 0    | [ 20 ] | 統合40周年   |
| 2015（平成27）年度                            | 85(1)    | 3    | 4(1)   | 0    | [ 20 ] |              |
| 2016（平成28）年度                            | 85(1)    | 0    | 4(1)   | 0    | [ 20 ] |              |
| 2017（平成29）年度                            | 85(1)    | 0    | 4(1)   | 0    | [ 20 ] |              |
| 2018（平成30）年度                            | 97       | 12   | 4      | 0    | [ 20 ] | 本寺中を編入 |
| 2019（令和元）年度                            | 79       | －18 | 3      | －1  | [ 20 ] |              |
| 2020（令和2）年度                             | 76       | －3  | 3      | 0    | [ 20 ] |              |
| 2021（令和3）年度                             | 70(1)    | －6  | 4(1)   | 1    | [ 20 ] |              |
| 2022（令和4）年度                             | 70(4)    | 0    | 5(2)   | 1    | [ 20 ] |              |
| 2023（令和5）年度                             | 64(5)    | －6  | 5(2)   | 0    | [ 20 ] |              |
| 2024（令和6）年度                             | 53(不明) | －11 | 5(2)   | 0    | [ 9 ]  | 統合50周年   |
| ※生徒数・学級数内の括弧は特別支援生徒・学級数 |          |      |        |      |        |              |

## 学区
厳美小学校の学区と同一。
- 一関市厳美町

出典：

## 進学前小学校
- 一関市立厳美小学校（一関市厳美町）[33]

## アクセス

### 鉄道
- 一ノ関駅（JR東日本：東北新幹線・東北本線・大船渡線）から車で約20分

### バス
- 「厳美小学校前」停留所（一関市営バス）から徒歩で約4分

### 自動車
- 一関市中心部から国道342号経由で約15分

## 周辺
- 一関市立厳美小学校
- サハラガラスパーク
- 厳美渓